# Dio-Gare
Dio-Gare è un comune rurale del Mali facente parte del circondario di Kati, nella regione di Koulikoro.
Il comune è composto da 7 nuclei abitati:
- Diffemou
- Dio-Gare
- Dio-Village
- Kalanzan
- Komi-Komi
- Magnabougou
- Sotoly